# Short Sperrin

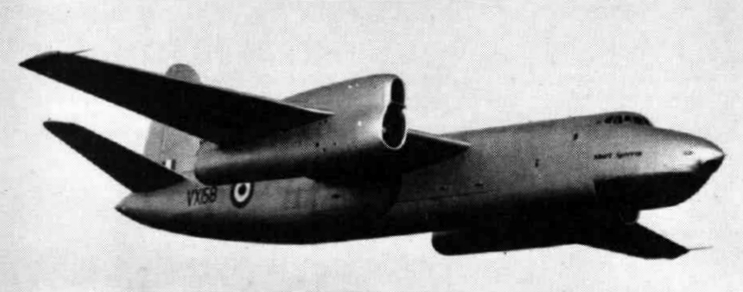
Short Sperrin en vol.

Le Short SA.4 Sperrin est un bombardier stratégique à capacité nucléaire, développé par Short Brothers, constructeur aéronautique basé à Belfast, peu après la Seconde Guerre mondiale. Seuls deux prototypes ont été construits.

## Besoin
La spécification B.14/46 du Ministère de l'Air, publiée à l'été 1947, lance le développement de bombardiers à réaction qui doivent devenir le pilier de la dissuasion nucléaire britannique. Ce seront les V bomber : Handley Page Victor, Avro Vulcan et Vickers Valiant. Ces avions sont très innovants, notamment en matière aérodynamique. La Royal Air Force s'inquiète alors de l'éventualité d'un échec technologique ou de gros retards sur ces programmes. Il est alors décidé de lancer le développement d'un quatrième bombardier, plus simple techniquement, qui pourrait être disponible plus vite et déployé à titre transitoire. Sans être aussi sophistiqué que les V-bomber, cet appareil doit avoir la capacité de lancer une arme nucléaire et avoir des performances très supérieures à celles du Avro Lincoln à hélices, qui est encore le meilleur bombardier à longue portée britannique. Short Brothers remporte le contrat.

## Conception
Conçu volontairement de façon conservatrice, le Short Sperrin est doté d'une aile droite, et construit de façon assez similaire aux avions de la fin de la seconde guerre, même si sa production est assurée par quatre turboréacteurs Rolls-Royce Avon. Il peut, en cela, être comparé au Martin XB-48 ou au North American B-45 Tornado. L'avion fait son premier vol en 1951. Les moteurs sont placés en nacelle double, au-dessus et au-dessous des ailes.

## Abandon
Le Sperrin n'a jamais été commandé en série par la RAF. Le développement des v-bomber a avancé vite, le Valiant a même fait son premier vol quelques semaines avant le Sperrin. Les deux prototypes ont été utilisés pour des essais en vol (notamment les premiers vols du réacteur de Havilland Gyron), puis finalement ferraillés en 1957 et 1958.